# Andreas Colli

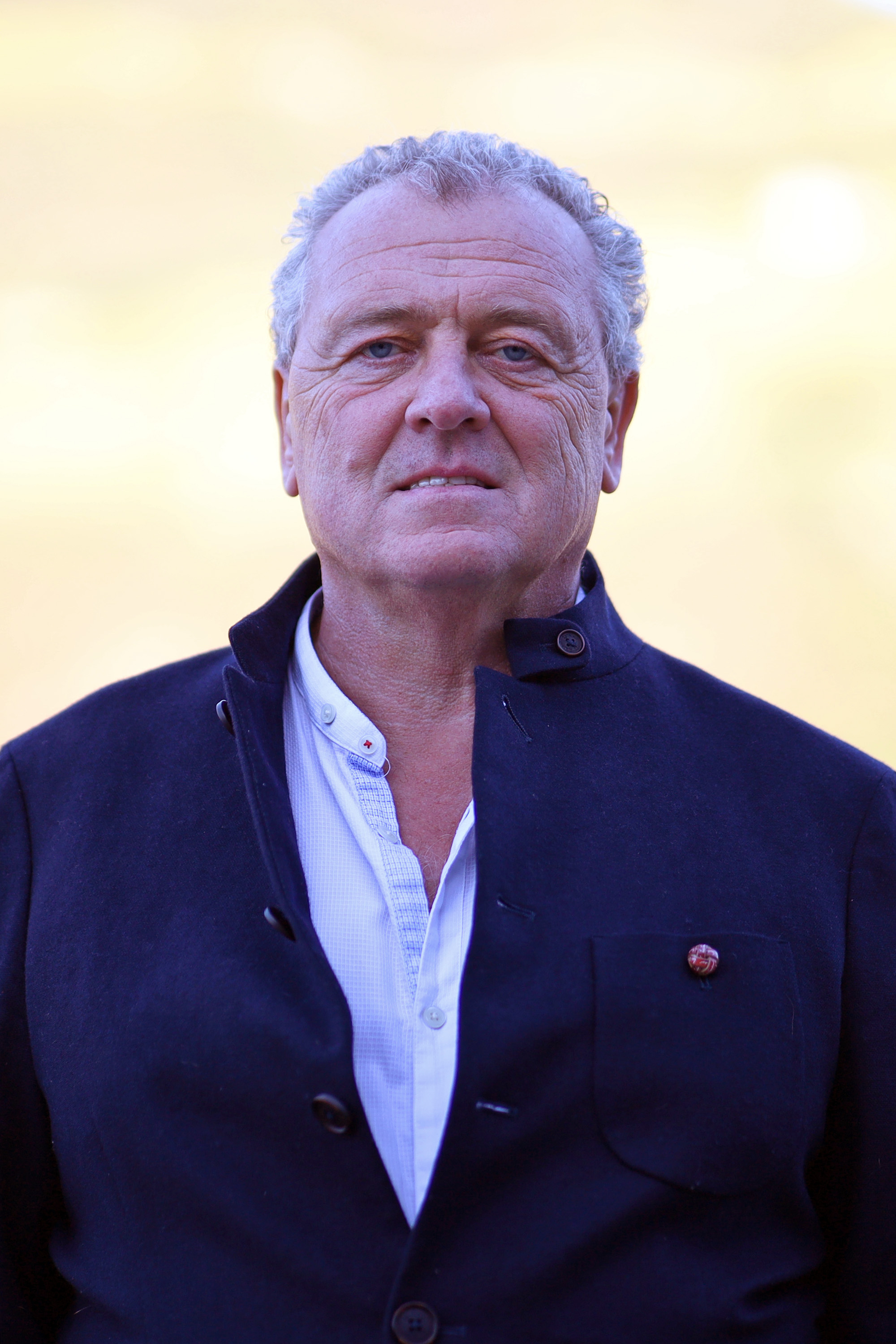
Andreas Colli (2023)

Andreas Colli (* 19. Juni 1964 in Kastelruth) ist ein Südtiroler Politiker.

## Leben
Colli ist gelernter Konditor und betrieb auch eine Zeit lang eine Bar. Später war er als Stadtpolizist in Bozen tätig.
Politisch erstmal aktiv war Colli im Kastelruther Gemeinderat, wo er 15 Jahre lang die oppositionelle Bürgerliste führte. Von 2005 bis 2010 war er Gemeindereferent für öffentliche Arbeiten, Lizenzen und Polizei. 2010 wurde er auf der Liste der Südtiroler Volkspartei (SVP) zum Bürgermeister gewählt, bei den Gemeinderatswahlen 2015 in seinem Amt bestätigt. Bei den Südtiroler Landtagswahlen 2018 kandidierte Colli für die SVP, kam mit 5.298 Vorzugsstimmen aber nur auf Platz 18 seiner Liste und konnte kein Mandat erringen. Bei den Gemeinderatswahlen 2020 wurde er ein drittes Mal zum Kastelruther Bürgermeister gewählt.
Während der COVID-19-Pandemie trat Colli als Impfgegner hervor. 2022 trat der Kastelruther Gemeinderat geschlossen zurück, da Colli sich entgegen geltenden rechtlichen Bestimmungen geweigert hatte, vor den Ratssitzungen seinen 2G-Status zu erklären. Bei den dadurch nötig gewordenen Neuwahlen für das Bürgermeisteramt unterlag der nun für die Liste Mir Bürger antretende Colli der SVP-Kandidatin Cristina Pallanch.
Bei den Südtiroler Landtagswahlen 2023 trat Colli als Kandidat der Liste JWA an. Mit 4.380 Vorzugsstimmen konnte sich Colli eines der zwei Mandate der Liste sichern, wodurch er in den Südtiroler Landtag und damit gleichzeitig den Regionalrat Trentino-Südtirol einzog. Ein Jahr nach den Landtagswahlen verließ er die JWA-Fraktion, um in der Folge seine eigene Fraktion Wir Bürger – Noi cittadini zu gründen.